# Megkülönböztető jegy (heraldika)
A megkülönböztető jegyek összefoglaló elnevezés a címerábrák mindazon részletes tulajdonságaira, jegyeire, bélyegeire, jellemzőire, melyek egy címerrajzból vagy címerleírásból megállapíthatók. A megkülönböztető jegyek a címerleírásban nem szerepelnek pontos részletességgel, de a címerrajzokat használó címerhatározás számára nagy jelentőséggel bír a címerek klasszifikációjánál.
A szerkezeti szemléletű heraldikai rendszerekben, fontos szerepet kap a megkülönböztető jegyek rendszere. Az angol heraldikában ennek az attribute kifejezés felel meg, mely implicit módon bennefoglaltatik a címerábra terminológiájában (pl. a hím griffnek nincs szárnya) vagy speciális tulajdonságokat jelöl. Egyesek ezek közül olyan tulajdonságokra vonatkoznak, mint a csőr, a karmok színe ("fegyverzett"), mások a címerábra pózát (en: attitude) jelölik, melyre a címerábrák geometriája (pl. cölöpös helyzetű lándzsa) vagy a specifikus jelentésű nevezéktan által (pl. felsőpólya) lehet utalni. A megkülönböztető jegyek tehát lehetővé teszik a gyakori címerképek aprólékos klasszifikációját a címerhatározás számára is (pl. a sas szárnyának állása, a repülőtollak száma, a farok alakja), melyeket a címerleírás elhanyagol.
A tulajdonság (en: attribute) tehát a címerábrákhoz társuló jegyeket (kellékek, en: property, és bélyegek, en: appendages) jelenti. Minden címerábrának vannak tulajdonságai (en: attribute). Még az egyszerű kör is kör alakú és lapos. Ezen tulajdonságok leggyakrabban benne foglaltatnak a címerábra terminológiájában. A címerleírásban csak a szokványostól eltérő jegyeket kell megemlíteni. (Pl. a magyar heraldikában a csillag hatágú, ezért csak az ettől eltérő csillag megkülönböztető jegyét kell leírni. Az angol heraldikában viszont az ötágú csillag a szokványos.)
A címerábrák egyes főtípusainak az altípusait is vehetjük olyan főtípusnak, melyeknek lehetnek saját megkülönböztető jegyei. Pl. a rutának, mint főtípusnak altípusa az ablakruta, de a megkülönböztető jegyek szempontjából az ablakrutát is vehetjük olyan főtípusnak, melynek vannak saját altípusai, tehát megkülönböztető jegyei. Ezáltal a címerábrák végtelen variációja lehetséges, melyet a szerkezeti szemlélet fog egybe.
Ha a megkülönböztető jegyek kategóriáját tovább finomítjuk, a címerábrák számán kívül két nagy csoportot lehet elkülöníteni. Ezek a címerhatározásnál használt pontosabb klasszifikáció alapját is képezik.
A. Főtípusok (a címerábrák szokványos heraldikai alakja)
B. Megkülönböztető jegyek:
1. Szám (egy, kettő stb.)
2. Hozzáadott jegyek
2. a. Külön jegyek: Olyan megkülönböztető vagy járulékos jegyek, melyek a közönséges alakhoz képest valamilyen különleges változatot jelentenek. Ide tartoznak a különféle osztóvonalakkal megrajzolt mesteralakok és az egyes pózok.
Pl. álló, ülő, ágaskodó, visszanéző oroszlán, szembenéző oroszlánfej (leopárdfej), növekvő oroszlán, kétfarkú oroszlán, hasított oroszlánfej, hullámos pólya, ormós pólya stb.
2. b. Helyzet: Olyan címerábra, mely nem a szokásos pózában vagy helyén (általában a pajzs közepén) található, hanem ahhoz képest eltérő pózban vagy irányba helyezkedik el.
Pl. balra forduló oroszlán, alsópólya.
3. Kiegészítő jegyek: Olyan jegyek, melyek a külön jegyekhez képest a címerábrát további járulékos tulajdonságokkal ruházzák fel.
3. a. Járulékos jegyek
Pl. csonka, kihegyezett, lebegő, lékelt, szegett pólya.
3. b. Díszítés és szerkezeti viszonyok
Ide tartoznak a más címerábrákkal díszített mesteralakok és címerképek is (koronás oroszlán, kardot tartó kar, nyíllal átlőtt láb, csengőkkel díszített cölöp stb.).
3. c. Borítás (Pl. két vörös oroszlán, balra néző kék oroszlánfej, zöld lékelt ikerpólya.)

Ezüst alapon vörös rózsa. (A sziromlevelek számát, a kehelylevelek színét nem szükséges megemlíteni, mivel gyakori címerképről van szó, ezért a címerfestőnek az általános mintát kell követnie.)
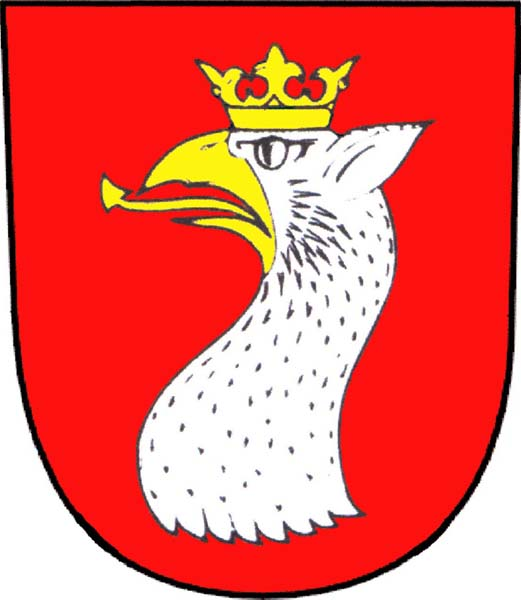
Vörös alapon arannyal fegyverzett, aranykoronás, letépett ezüst sasfej. Az alap megnevezése után felsoroljuk a fő címerábra kiegészítő jegyeit. (Nem írjuk le a korona alakját.)
Vörös alapon arannyal fegyverzett, aranykantáros hasított ezüst ló. A "hasított" kifejezés azt jelenti, hogy a ló teste csak a háta közepéig (a teste első fele) látható és az is benne foglaltatik, hogy a vágóvonal egyenes. Az előző címernél a "letépett" azt jelenti, hogy a sasfej vágóvonala cafatos. Az egyenes vágóvonalat a "levágott" kifejezés jelölné. Nem írjuk le, hogy a ló feje jobbra néz, mert ez a heraldikailag szabályos póz. Csak azt kellene külön leírni, ha a ló feje balra nézne.
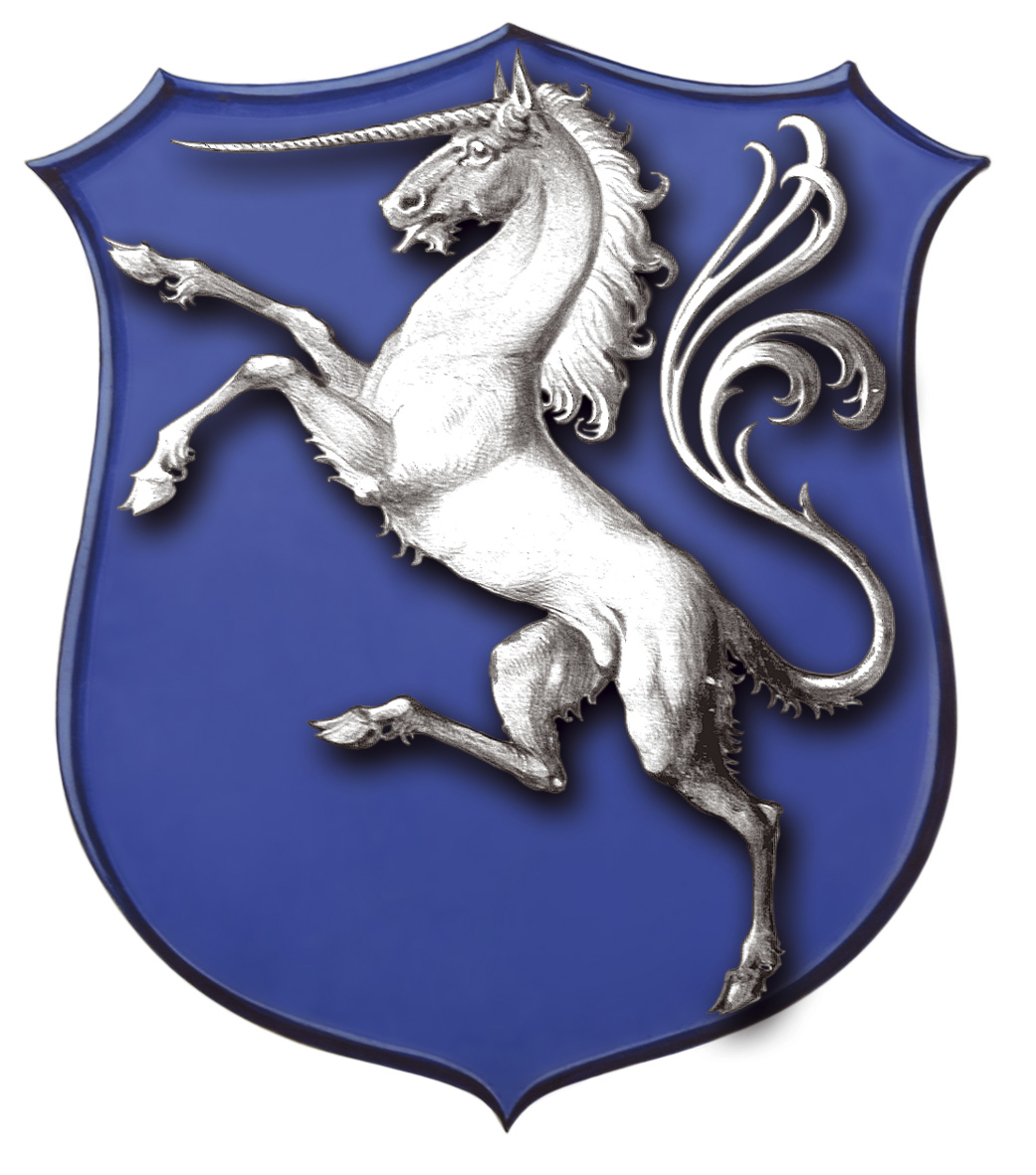
Kék alapon vörös nyelvű ágaskodó ezüst egyszarvú. Nem írjuk le a farok lompjainak számát, csak azt, ha kétfarkú egyszarvúról lenne szó. Az "ágaskodó" kifejezésben benne foglaltatik, hogy a címerállat a bal alsó lábán áll, míg a jobb alsó lábát felemeli és a mellső lábait kinyújtja. Nem írjuk le az egyszarvú szarvának alakját, mert ez az "egyszarvú" kifejezésben benne foglaltatik, és azt minden heraldikusnak és címerfestőnek ismernie kell akkor is, ha csak annyit közölnek vele, hogy a címerben egyszarvú van.
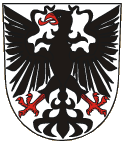
Ezüst alapon vörössel fegyverzett fekete sas. Nem említjük azt, hogy egyfejű sasról van szó, csak azt ha kétfejű lenne. Nem említjük, hogy kitárja a szárnyát, a repülőtollak számát, a farok alakját, mert ezt a címerfestő a maga ízlése szerint szabadon megformálhatja, noha a címerhatározásnál ezek a részletek is jól hasznosíthatók az azonos címerek megkülönböztetésére.